# アルサラン・カゼミ
アルサラン・カゼミ・ナエイニ（ارسلان کاظمی نائینی, Arsalan Kazemi Naeini, 1990年4月22日 - ）は、イラン出身のプロバスケットボール選手。現在はイラン・バスケットボール・スーパーリーグ、バスケットボール・チャンピオンズリーグ・アジア、およびFIBA西アジアスーパーリーグに所属するシャフルダリー・ゴルガーンでプレーしている。ポジションはパワーフォワード。身長201cm、体重103kg。

## 経歴

### ユース時代と国内リーグ
アルサラン・カゼミはイスファハーン出身で、17歳のときにゾブ・アハン・イスファハーンでプロデビュー。その後、2008年2月に渡米し、ノースカロライナ州のパターソン・スクールに進学した。

### 大学時代
2009年から2012年まではライス大学でプレーし、2012年から2013年にはオレゴン大学に移籍。2013年にはPac-12カンファレンスのオール・ディフェンシブ・チームに選出された。

### NBAドラフトとアメリカでの挑戦
2013年のNBAドラフトにて、ワシントン・ウィザーズから全体54位で指名され、NBA史上初のイラン出身ドラフト選手となった。その後、指名権はフィラデルフィア・セブンティシクサーズにトレードされ、同年のNBAサマーリーグに出場。5試合で平均4.6得点、4.6リバウンドを記録した。
その後、2015年にはアトランタ・ホークスと契約しプレシーズンゲームに出場するも、10月に解雇。続いてヒューストン・ロケッツに獲得されるも、再び解雇された。

### 中国リーグと国内復帰
2014–15シーズンはCBAの重慶ソアリング・ドラゴンズでプレーし、27試合で平均15.0得点、13.7リバウンドを記録。その後はイランに戻り、ペトロケミ・バンダレ・イマーム、サーメン・マシュハド、マフラム・テヘラン、チェミドール・ゴム、ゾブ・アハン・イスファハーンなどのクラブに所属した。

### 代表歴
アルサラン・カゼミはイランU-18代表の主将を務めた経験があり、シニア代表としても数多くの国際大会に出場。特に2010年FIBAバスケットボール・ワールドカップではスティール王に輝いた。